# 하라이즈미촌
하라이즈미촌(原泉村)은 시즈오카현의 서부, 사야군·오가사군에 속해있던 촌이다. 현재의 가케가와시와 슈치군 모리정에 해당한다.

## 역사
- 1889년 4월 1일 - 정촌제 시행에 의해 사야군 하라이즈미촌이 성립하였다.
- 1896년 4월 1일 - 군 개편에 의해 오가사군에 속하게 되었다.
- 1956년 9월 30일 - 오오자 탄야키의 일부(현 오오지 사즈카)가 슈치군 모리정, 오아자 오와다·단마·가네이시·하기마·이지리·구로마타 및 탄야키의 일부가 오가사군 미카사촌에 편입. 같은 날 하라이즈미무라 폐지.

## 참고문헌
- 角川日本地名大辞典 22 静岡県